# Xỉ hạt lò cao nghiền mịn
Xỉ hạt lò cao nghiền mịn (GGBS hay GGBFS, viết tắt của tiếng Anh Ground-granulated blast-furnace slag) là phụ phẩm của ngành công nghiệp luyện gang bằng lò cao, thu được bằng cách làm lạnh nhanh xỉ gang bằng nước hay hơi nước để tạo ra xỉ hóa hạt, kiến trúc thủy tinh (không kịp kết tinh) - gọi là xỉ hạt lò cao. Sau đó xỉ hạt lò cao được làm khô, nghiền mịn để cho ra xỉ hạt lò cao nghiền mịn. Xỉ hạt lò cao nghiền mịn có tính kết dính cao và giàu CSH (calci silicat hydrat), là phụ gia tăng cường độ, độ bền và độ láng mịn của bê tông.

## Thành phần

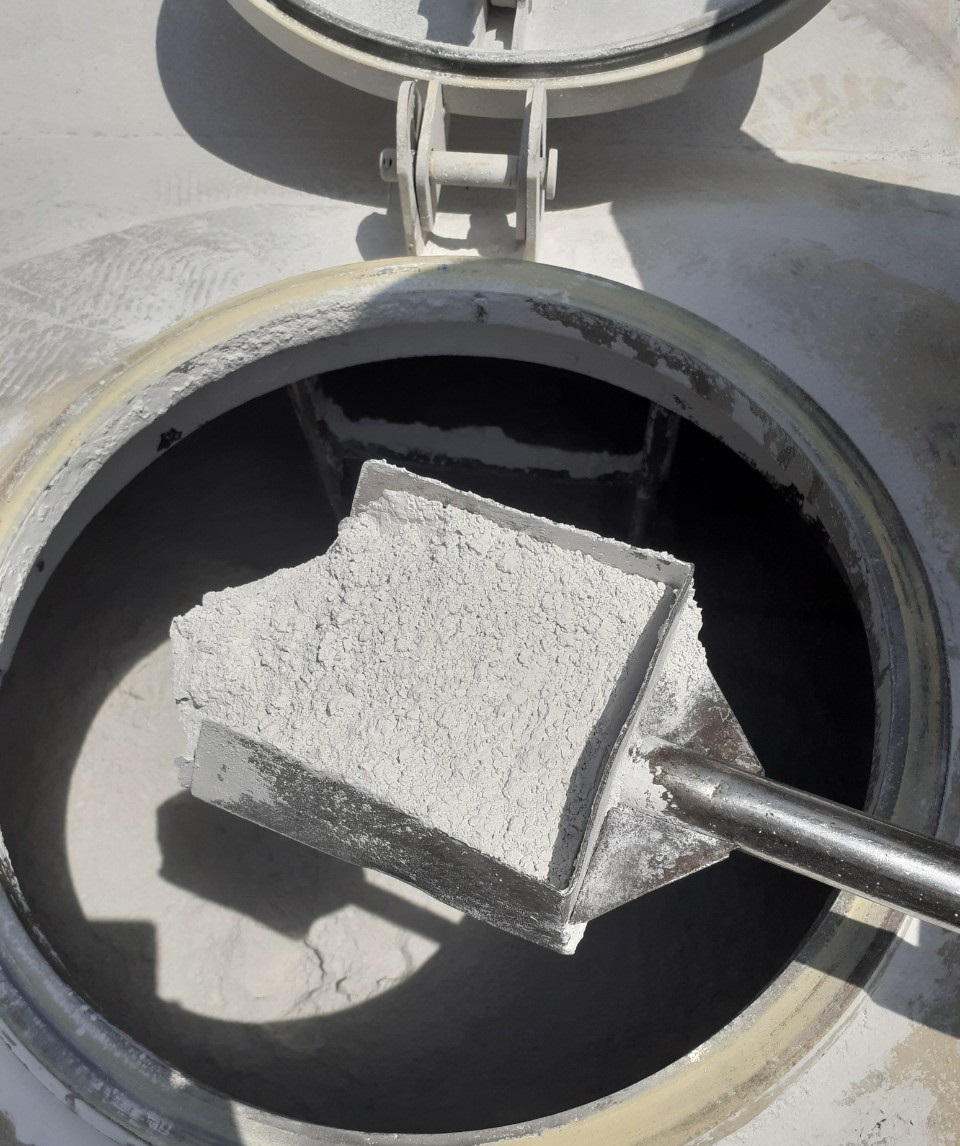
Lấy mẫu xỉ hạt lò cao nghiền mịn

Thành phần hóa học của xỉ gang thay đổi đáng kể tùy thuộc vào thành phần của nguyên liệu đầu vào trong quá trình sản xuất gang. Các tạp chất silicat và aluminat từ quặng sắt và than cốc được kết hợp trong lò cao với chất trợ dung làm giảm độ nhớt của xỉ. Trong trường hợp sản xuất gang luyện thép, chất trợ dung chủ yếu bao gồm hỗn hợp đá vôi và forsterit (Mg2SiO4) hoặc trong một số trường hợp là dolomit. Trong lò cao, xỉ nổi  bên trên mặt gang lỏng và được gạn để chia tách. Làm nguội chậm xỉ nóng chảy sinh ra vật liệu kết tinh không hoạt động bao gồm tổ hợp các silicat Ca-Al-Mg. Để có được khả năng phản ứng hoặc tính đông cứng trong nước tốt của xỉ thì xỉ nóng chảy cần được làm nguội nhanh hoặc tôi dưới 800 °C để ngăn chặn sự kết tinh của merwinit (Ca3Mg(SiO4)2) và melilit ((Ca,Na)2(Al,Mg,Fe2+)[(Al,Si)SiO7]). Để làm nguội và phân mảnh xỉ, một quy trình tạo hạt có thể được áp dụng theo đó xỉ nóng chảy phải chịu tác động của các luồng nước hoặc không khí áp lực cao. Ngoài ra, trong quá trình vê viên, xỉ lỏng được làm nguội một phần bằng nước và sau đó được hướng vào không khí bằng một trống/tang quay. Để có được khả năng phản ứng thích hợp, các mảnh vụn thu được sẽ được nghiền mịn để đạt được độ mịn như của xi măng Portland.
Thành phần chủ yếu của xỉ lò cao là  CaO (30-50%), SiO2 (28-38%), Al2O3 (8-24%), và MgO (1-18%). Nhìn chung, tăng hàm lượng CaO sẽ dẫn đến tăng hệ số kiềm tính của xỉ và tăng độ bền nén. Hàm lượng MgO trong khoảng 10-12% và Al2O3 đến khoảng 14% cũng dẫn đến kết quả tương tự, còn ngoài khoảng này thì không có tác dụng thêm. Một vài tỷ lệ thành phần hoặc cái gọi là chỉ số đông cứng đã được sử dụng để lập mối tương quan giữa thành phần xỉ với hoạt độ đông cứng; cái sau chủ yếu được biểu thị dưới dạng độ bền nén kết dính.
Hàm lượng pha vô định hình (pha thủy tinh) của xỉ phù hợp để trộn với xi măng Portland là 90-100% và tùy vào phương pháp làm lạnh và nhiệt độ bắt đầu làm lạnh. Cấu trúc thủy tinh của xỉ gang được tôi phần lớn phụ thuộc vào tỷ lệ của các nguyên tố tạo mạng như Si và Al trên các chất điều chỉnh mạng như Ca, Mg và ở mức độ nhỏ hơn là Al. Số lượng chất điều chỉnh mạng tăng lên dẫn tới mức độ phản ứng và khử polyme mạng cao hơn.
Các thành phần tinh thể phổ biến của xỉ lò cao là merwinit và melilit. Các thành phần phụ khác có thể hình thành trong quá trình kết tinh tiến triển là belit (Ca2SiO4), monticellit (Ca(Mg,Fe)SiO4), rankinit (Ca3Si2O7), wollastonit (CaSiO3) và forsterit. Một lượng nhỏ lưu huỳnh bị khử thường gặp là oldhamit ((Ca,Mg)S).

## Ứng dụng
Xỉ hạt lò cao nghiền mịn dùng làm phụ gia khoáng cho bê tông có tác dụng tận dụng nguồn xỉ vốn là phế phẩm của công nghiệp gang thép, thay thế việc sử dụng xi măng, tăng độ bền, khả năng chịu nhiệt của bê tông, chống thấm, chống xâm thực. Sử dụng xỉ hạt lò cao nghiền mịn không sinh nhiệt thủy hóa nên có thể đúc được những khối bê tông lớn.

## Phân loại
Xỉ hạt lò cao nghiền mịn được phân loại theo độ mịn, theo cường độ hoạt tính 28 ngày.
Đặc trưng cho độ mịn, người ta sử dụng khái niệm "bề mặt riêng" (tỷ diện), thường xác định bằng Phương pháp thấm không khí (Blaine). Xỉ hạt lò cao nghiền mịn được phân loại thành S60, S75, S95, S105 với độ mịn tối thiểu lần lượt là 2750, 3500, 5000, 7500 cm2/g.

## Tiêu chuẩn liên quan
Sản phẩm xỉ hạt lò cao nghiền mịn dần được sử dụng rộng rãi, các quốc gia trên thế giới đã liệt kê xỉ hạt lò cao nghiền mịn vào danh mục hóa chất quốc gia và ban hành các tiêu chuẩn liên quan, quy định cụ thể cho sản phẩm này.
| STT | Nước       | Tiêu chuẩn đối với xỉ hạt lò cao nghiền mịn |
| 1   | Trung Quốc | GB/T 18046-2017 用于水泥、砂浆和混凝土中的粒化高炉矿渣粉 Ground granulated blast furnace slag used for cement, mortar and concrete (Xỉ hạt lò cao nghiền mịn dùng cho xi măng, vữa và bê tông) |
| 2   | Nhật Bản   | JIS A 6206:2013コンクリート用高炉スラグ微粉末 Ground granulated blast-furnace slag for concrete (Xỉ hạt lò cao nghiền mịn dùng cho bê tông)                                                    |
| 3   | Đài Loan   | CNS 12549:2009混凝土及水泥砂漿用水淬高爐爐碴粉 Ground granulated blast-furnace slag for use in concrete and mortars (Xỉ hạt lò cao nghiền mịn dùng cho bê tông và vữa)                         |
| 4   | Hàn Quốc   | KS F 2563:2009콘크리트용 고로슬래그 미분말 인기글 관련링크 Ground granulated blast-furnace slag for use in concrete (Xỉ hạt lò cao nghiền mịn dùng cho bê tông)                                |
| 5   | Việt Nam   | TCVN 11586:2016 Xỉ hạt lò cao nghiền mịn dùng cho bê tông và vữa |
| 6   | Châu Âu    | EN 15167-1:2006 Ground granulated blast furnace slag for use in concrete, mortar and grout (Xỉ hạt lò cao nghiền mịn dùng cho bê tông, vữa xây và vữa rót)                                     |
| 7   | Singapore  | SS EN 15167 - 1: 2008 (2016) Ground granulated blast furnace slag for use in concrete, mortar and grout (Xỉ hạt lò cao nghiền mịn dùng cho bê tông, vữa xây và vữa rót)                        |
| 8   | Mỹ         | ASTM C989 - 06 Standard Specification for Ground Granulated Blast-Furnace Slag for Use in Concrete and Mortars (Đặc tính tiêu chuẩn đối với xỉ hạt lò cao nghiền mịn dùng cho bê tông và vữa)  |
| 9   | Australia  | AS 3582-2001 Supplementary cementitious materials for use with portland and blended cement (Vật liệu phụ gia kết dính dùng cho xi măng portland và xi măng trộn)                               |